# Abu Dhabi National Oil Company
Abu Dhabi National Oil Company (ADNOC) شركة بترول أبوظبي الوطنية) est une entreprise spécialisée dans l'énergie ayant son siège dans l'émirat d'Abou Dabi. C'est la principale compagnie pétrolière nationale des Émirats arabes unis, dotée des quatrièmes réserves pétrolières mondiales.

## Histoire
L'ADNOC déménage en 2014 dans l'ADNOC Headquarters, un gratte-ciel d'environ 350 mètres.
En 2015, Total signe un nouvel accord de concession d’une durée de 40 ans avec la compagnie nationale Abu Dhabi National Oil Company et le Supreme Petroleum Council représentant le gouvernement de l'Emirat d’Abou Dhabi, accord qui attribue à Total une participation de 10 % à compter du 1er janvier 2015. Cette concession représente plus de la moitié de la production de l’Emirat. Pour rappel, la précédente concession de 75 ans avait pris fin le 10 janvier 2014 (Total détenait alors 9,5 %),.
Le 15 février 2016, le sultan Ahmed Al Jaber est nommé directeur général de la compagnie. En mai 2016, l'ADNOC annonce la suppression de 5 000 postes sur les 55 000 que compte le groupe.
Fin février 2017, Abu Dhabi National Oil Company annonce un accord avec la compagnie pétrolière chinoise China National Petroleum Corporation (CNPC), dans lequel, pour la somme de 1,77 milliard de dollars, la CNPC acquiert un intérêt de 8 % dans une concession pétrolière onshore d'Abu Dhabi et exploitée par la société Abu Dhabi Onshore Opérations Pétrolières (ADCO). Fin août 2017, Abu Dhabi National Oil Company signe un contrat "Project Management Consultancy" (PMC) avec la firme d'ingénierie américaine KBR. Ce contrat concerne les projets de gaz Dalma et Hail & Ghasha à Abu Dhabi. En novembre 2017, la compagnie annonce un accord avec l'Américain ExxonMobil et le Japonais Japex afin d'augmenter la capacité de production du champ pétrolier d'Upper Zakum, situé au large d'Abu Dhabi, et le deuxième plus grand champ pétrolier offshore et le quatrième plus grand champ pétrolier mondial. Les objectifs sont d'atteindre d'ici 2024 un million de barils par jour.
En mars 2018, ADNOC annonce un accord avec le groupe pétrolier japonais Inpex Corporation pour une participation de 10 % dans la concession offshore Lower Zakum située à Abu Dhabi. Cet accord aura lieu pour une période de quarante ans. En mai 2018, la direction signe avec la compagnie pétrolière autrichienne OMV un accord de concession offshore pour l'obtention d'une participation de 20 % dans le champ pétrolier offshore SARB et Umm Lulu. Ce contrat d'un coût de 1,5 milliard de dollars est établi pour une durée de 40 ans et vise l'obtention d'une participation de 20% de l'exploitation des champs pétroliers offshores SARB et Umm Lulu. La compagnie annonce également un plan d'investissements de 45 milliards de dollars dont l'objectif sera l'extension des activités de raffinage et de pétrochimie de la raffinerie de Ruwais aux Emirats arabes unis. Pour le développement de cette dernière, elle a également signé un accord de développement pour une usine LAB (Linear Alkylbenzene) avec la compagnie pétrolière espagnole Cepsa.
En mars 2019, la direction d'ADNOC annonce qu'elle va réaliser un projet de stockage de pétrole souterrain dans l'émirat de Fujairah d'une valeur de 1,21 milliard de dollars. Ce projet, avec une capacité de 42 millions de barils, sera le plus important au monde . En avril 2019, la société signe un partenariat avec Xiamen Sinolook Oil, une société chinoise, pour la vente de 500,000 tonnes par an d'huiles de base. Cette huile sera utilisée pour la fabrication des huiles moteur. Le même mois, Abu Dhabi National Oil Company (ADNOC) annonce qu'à partir de mai 2019 – et pour une période d'au moins cinq ans, pendant la durée maximale de sept ans du contrat – CGG réalisera le traitement d’un minimum de 20 000 km2 de données sismiques OBN de haute densité et large azimut dans son centre de géosciences d'Abu Dhabi.
En décembre 2022, ADNOC annonce l'acquisition d'une participation de 24,9% dans OMV.
En octobre 2024, Abu Dhabi National Oil Company annonce l'acquisition de Covestro pour environ 15 milliards d'euros, cette acquisition inclut un accord de maintien des effectifs en Allemagne jusqu'à 2032.
En mars 2025, OMV et ADNOC annoncent la fusion de leurs activités dans les polyoléfines, pour créer une filiale commune appelée Borouge Group International. Cette dernière doit en parallèle acquérir Nova Chemicals détenue par un fonds d'investissement public émiratis.

## Activités
L'ADNOC est une des plus importantes compagnies pétrolières nationales et une des plus avancées sur les techniques d'analyse sismique et d'optimisation des taux de récupération de ses gisements tant dans l'onshore que dans l'offshore. L'ADNOC développe des champs pour l'export de GNL et assurer une production locale d'électricité. Elle est notamment propriétaire de la raffinerie de Ruwais and Umm Al Nar.
Dotée de onze filiales spécialisées, l'ADNOC est une entreprise intégrée couvrant au total l'ensemble des aspects les plus amonts de l'industrie pétrolière jusqu'à la distribution des produits pétrolier
- Abu Dhabi Gas (ADGAS) - Traitement, commercialisation et distribution de GPL & GNL
- National Drilling Company (NDC) - Forages offshore et onshore.
- Abu Dhabi Company for Onshore Oil Exploration ADCO - Exploration et Production pétrolière onshore.
- Abu Dhabi Marine Operating Company  (ADMA-OPCO) - Production pétrolière et gazière offshore.
- Zakum Development Company (ZADCO) - Production du champ de zakum.
- National Petroleum Construction Company (NPCC) - Construction des infrastructures pétrolières.
- Abu Dhabi Gas Industries Ltd (GASCO) - Production des produits de gaz liquéfiés.
- ESNAAD - Traitement des résidus chimiques
- Abu Dhabi Oil Refining Company (TAKREER) - Raffinage du pétrole brut, de la chlorine et de produits chimiques associés.
- Abu Dhabi Petroleum Ports Operating Company (IRSHAD) - Gestion des infrastructures portuaires (Ruwais et Jebel Dhanna)
- Ruwais Fertilizer Industry (FERTIL) - Production et commercialisation de l'urée et l'ammoniaque de l'usine de Ruwais.
- ADNOC distribution - Distribution, stockage et transport des produits raffinés.
- Abu Dhabi National Tanker Company (ADNATCO) - Transport des produits bruts et raffinés.
- Abu Dhabi Polymers Company  (Borouge) - Traitement et  production d'ethylene et polyethylene.
- National Gas Shipping Company (NGSCO) - Transport des produits de gaz liquéfiés de Das Island.

## Controverse
En septembre 2023, deux professionnels des relations publiques d'ADNOC ont été identifiés comme travaillant avec l'équipe qui dirige le sommet du climat des Nations unies. Ils ont ajouté des preuves croissantes de lignes floues entre la COP28 des ÉAU et son industrie des combustibles fossiles.
En juillet 2025, l'acquisition de Covestro par ADNOC a attiré l'attention de la Commission européenne, qui a lancé une enquête pour déterminer si des subventions étrangères étaient impliquées. La Commission a exprimé des préoccupations selon lesquelles l'accord pourrait être injustement avantageux si ADNOC recevait un soutien financier du gouvernement des EAU. Cette enquête fait suite à l'approbation initiale de l'accord par la Commission européenne en mai 2025, conformément à ses règlements habituels sur les fusions.